# Anatomia di un omicidio (romanzo)
Anatomia di un omicidio (Anatomy of a Murder) è un romanzo di Robert Traver del 1958.
Fu un bestseller che vendette 4 milioni di copie e fu tradotto in più di dodici lingue, da cui un anno dopo fu tratto l'omonimo film.
Il romanzo si ispira a un caso giudiziario verificatosi nel 1952, in cui l'autore fu avvocato difensore e ottenne l'assoluzione dell’imputato in base al principio della non punibilità di chi commette un crimine in preda a un "impulso irresistibile", tale da determinare uno stato di temporanea infermità mentale.

## Trama
Nella cittadina di Marquette, nella Penisola superiore del Michigan, all'avvocato Paul Biegler, detto Polly, che vive la delusione per la perdita del posto di pubblico accusatore impegnandosi solo in piccole cause e dedicando buona parte del tempo alla pesca, viene proposto dalla moglie dell'imputato in un processo per omicidio l'importante incarico di avvocato difensore. Responsabile del delitto è il tenente Frederick Manion, decorato reduce dalla guerra di Corea, il quale, dopo che la moglie, donna dall'atteggiamento disinibito, ha affermato di essere stata violentata dal gestore di un bar, e constatati gli evidenti segni delle percosse, la notte stessa ha sparato al supposto violentatore uccidendolo davanti alla clientela, denunciandosi poi alle autorità.
L'avvocato è convinto ad accettare la causa dal suo migliore amico, ex giudice alcolizzato, e anche per uno spirito di rivincita dopo le disavventure professionali, ritenendo che l'unica strategia di difesa possibile debba riguardare le condizioni mentali dell'accusato al momento del delitto. Viene aiutato nella preparazione del processo dalla fedele segretaria e dall'amico giurista, che trova un'occasione per redimersi dall'alcolismo, mentre la pubblica accusa locale viene coadiuvata da un pubblico ministero giunto appositamente dalla città.
In tribunale, in un dibattimento serrato e fra testimonianze a volte reticenti, anche in rapporto ad alcuni particolari ritenuti scabrosi da un'America ancora puritana, il delitto viene "sezionato" e analizzato sotto molteplici aspetti, evidenziando e approfondendo i risvolti psicologici dei vari personaggi. Momento fondamentale per il prevalere della difesa è l'invalidazione della diagnosi dello psichiatra incaricato dall'accusa, avvenuta senza un esame diretto dell'imputato (circostanza quasi del tutto trascurata nella più celebre trasposizione cinematografica).

## Edizioni in italiano
- Robert Traver, Anatomia di un omicidio, trad. di Carlo Rossi Fantonetti, Milano, Garzanti, 1959 (ristampe: 1968, 1970, 1973, 1984).